# Peter Pühringer
Peter Pühringer (* 7. Januar 1942 in Allstedt) ist ein Vermögensverwalter, Fondsmanager und Mäzen. Er gehört mit einem geschätzten Vermögen von 311 Millionen Euro zu den 40 reichsten Österreichern.
Der Sohn eines österreichischen Uhrmachers, aufgewachsen in Allstedt in der DDR, studierte nach dem Abitur in Sangerhausen Bauingenieurwesen und war anschließend in der Planung und Aufbau von Fertigteilwerken in Saudi-Arabien tätig. In den 1980er-Jahren investierte er in Mietshäuser in Berlin. Seit 1996 ist er Geschäftsführer der ZZ Vermögensverwaltung. Bekannt wurde Pühringer durch die von ihm und Christian Hirschmann gemanagten Schwellenmärkte- und Hochzins-Rentenfonds ZZ1, ZZ2 und ZZ3, aufgelegt in den Jahren 1996–1998. Die Bezeichnung ZZ steht dabei für Zins-Zyklus. Inzwischen wurden die drei Fonds zusammengelegt. Das Volumen beträgt derzeit (Stand: Februar 2019) etwa 870 Millionen Euro. Pühringer hat ein neues Steuerdomizil im Schweizerischen Kanton Luzern, in Vitznau. Er schenkte der Gemeinde 5 Millionen Franken und bewirkte damit eine Steuersenkung.

## Privatstiftung

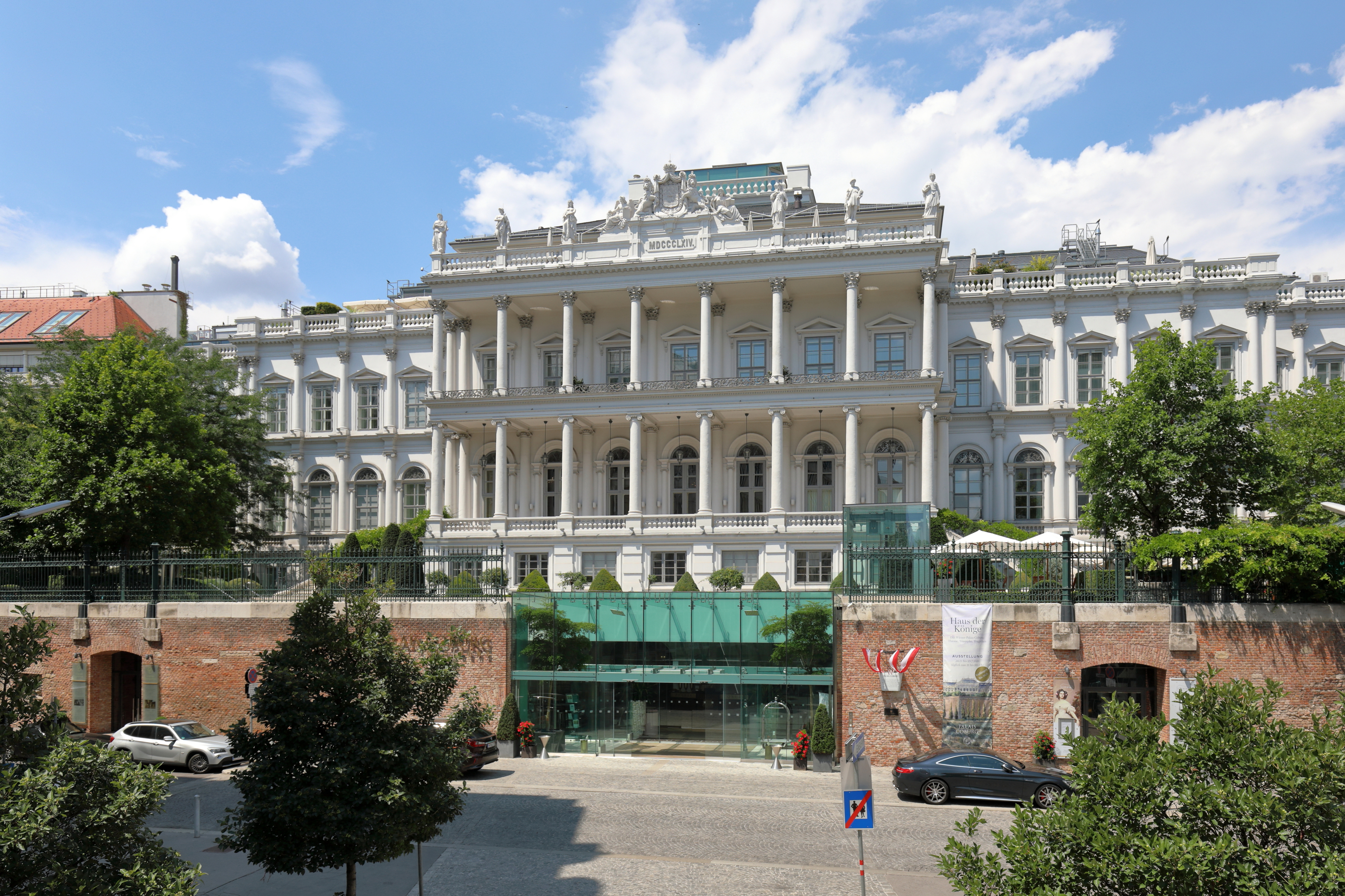
Palais Coburg

Peter Pühringer ist über seine Privatstiftung POK Pühringer Privatstiftung Besitzer des Palais Coburg in Wien, in dem sich auch der Sitz des von ihm gegründeten Institut für Strategische Kapitalmarktforschung (ISK) befindet.
Die Stiftung hat seit der Auflegung nach eigenen Angaben an die 100 Millionen Euro für gemeinnützige Zwecke zur Verfügung gestellt. Öffentliche Aufmerksamkeit erweckte vor allem die Förderung der Wiener Sängerknaben mit einem Betrag von über zehn Millionen Euro. Umstritten war in diesem Zusammenhang der Bau der Konzerthalle MuTh im Wiener natur- und denkmalgeschützten Park Augarten. Ebenfalls aus naturschutzrechtlichen Gründen wurde der Bau eines Hotels in Weggis (Schweiz) abgelehnt. Mit dem Bau eines Kompromiss-Projektes, des „Hotel Hertenstein“, wurde jedoch 2010 begonnen, und es wurde 2013 abgeschlossen.